# Monomarca 1300 del Salado
La Monomarca 1300 del Salado es una categoría monomarca de automovilismo de carácter zonal en la Argentina, donde participan vehículos Fiat 128, todos con la misma preparación, la cual es sencilla y económica, pilares fundamentales sobre lo que se basó su creación en el año 2002. Por la crisis económica de esos años, gran cantidad de estos vehículos estaban sin competir en la categoría Monomarca 1100 del Atlántico, con mayor preparación y costos, por eso varios dirigentes, pilotos, preparadores y amantes del automovilismo de la localidad bonaerense de Dolores se reunieron en las instalaciones del Automotoclub de Dolores para dar forma a la misma. Luego de discutir los pormenores del reglamento técnico, se encargó las gestiones de la misma ante el Presidente de la F.r.a.d. Mar y Sierras a Néstor Alfredo Bustamante (titular en ese entonces del Automotoclub), Marcelo Brosa (piloto) y Juan Ismael Moyano (preparador y padre de dos pilotos). Aprobadas las gestiones por el Presidente de la F.r.a.d. Oscar Milani, y con el acuerdo de clubes y restantes categorías de la Federación, se formaliza la creación de la categoría, con la cláusula de que solamente realizaría competencias en el autódromo de la Ciudad de Dolores (Buenos Aires) y en el de General Madariaga a fin de no interferir en la zona de su homónima de menor cilindrada. 

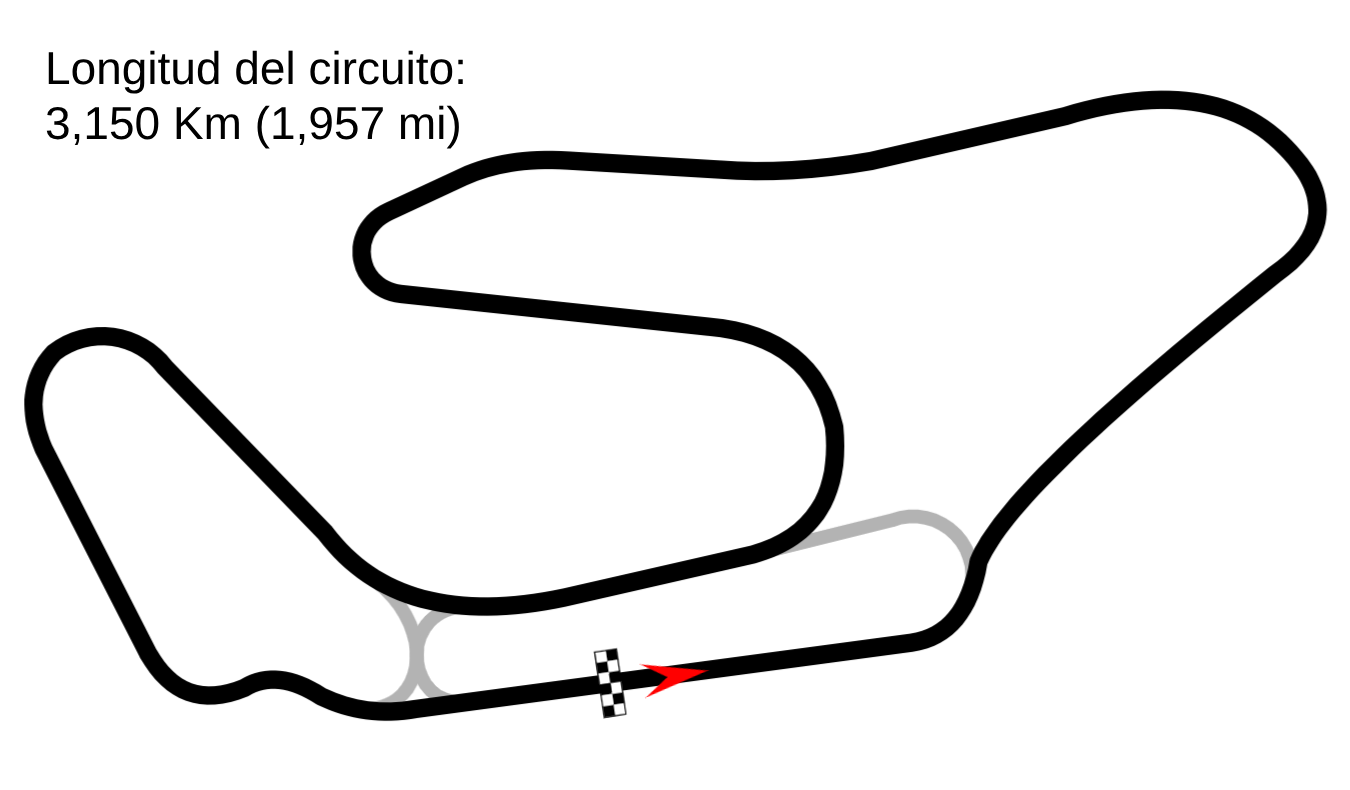
Autódromo Miguel Ángel Atauri de Dolores, trazado donde se realizan las competencias.

En ese año, solo se disputaron 6 competencias, formalizando así el campeonato debut, del cual se consagró campeón el piloto Damián Renzi. La expectativa fue grande y se observó el interés causado por la misma. En los años posteriores se fue paulatinamente incrementando la cantidad de competidores, llegando en 2008 a superar los 40 vehículos. Este último año se vio favorecida por la ampliación del autódromo de la Ciudad de Dolores, que paso de los 1660 metros de cuerda a los 3150. Duplicando la cantidad de vehículos que podían participar en una competencia. Es de destacar que es una de las pocas categorías del ámbito zonal que ha crecido constantemente, por el hecho de permanecer fiel a su filosofía de economía, confiabilidad y paridad.
En el aspecto técnico, el casco o carrocería del vehículo permanece fiel a su diseño original, tan solo retirando los elementos de decoración exteriores e interiores, luces, paragolpes, tapizados, etc... Posee una Jaula de seguridad interior construida en caño y todos los elementos de seguridad reglamentados por la CDA del Automóvil Club Argentino. Se utilizan neumáticos de competición lisos de marca NA Carrera y llantas de IAVA. Se permite modificar valores de amortiguadores, espirales y elástico. La preparación del motor es restringida a Leva, asientos de válvulas, pesos de bielas, partes del carburador, etc. que dan buenos valores de potencia para la cilindrada del mismo y a su vez excelente durabilidad y confiabilidad, permitiendo disputar varias competencias sin reacondicionar el motor, tan solo controles y mantenimiento. La caja de velocidades es la original del modelo; actualmente se encuentra en estudio la incorporación de una caja de velocidades más moderna y confiable.
En lo deportivo, habitualmente se disputan 10 competencias por campeonato. Cada fecha esta pautada para pruebas el día sábado por la tarde y el día domingo las tandas de clasificación, series y finales. La clasificación es de dos vueltas el mejor tiempo, con la imposibilidad de utilizar la succión entre vehículos. Las pruebas libres están prohibidas, tan solo pudiendo realizarlas los pilotos debutantes hasta la tercer competencia en que participen. Esto es un hecho importante pues la reducción de costos es realmente apreciable.
En el año 2004 se constituye la Asociación de Pilotos Monomarca del Salado (APMS) con personería jurídica, cuyo objetivo es regir los destinos de la categoría. Su presidente hasta el 2008 fue Jonatan Sturma y a partir de enero de 2009 Pedro Bourgigñe.
En el año 2011 tomo la dirección de la categoría Juan Manuel Godio, junto con Jonatan Sturma como vicepresidente, en 2012 también fueron reelectos.

## Campeones
- 2002 - Damian Renzi (Santa Teresita)
- 2003 - Julio Brosa (Dolores)
- 2004 - Mario Brunengo (Dolores)
- 2005 - Gustavo Malgor (Castelli)
- 2006 - Mario Brunengo (Dolores)
- 2007 - Gustavo Malgor (Castelli)
- 2008 - Marcos Gasparri (Santa Teresita-Mar del Plata)
- 2009 - Juan Manuel Brunengo (Dolores)
- 2010 - Valerio Tenaglia (Dolores)
- 2011 - Mario Brunengo (Dolores)
- 2012 - Mario Brunengo (Dolores)
- 2013 - Fabian Muñoz (Mar del Plata)
- 2014 - Albano Saldua (Gral. Conesa)
- 2015 - Juan Carlos Godio (Castelli)
- 2016 - Mario Brunengo (Dolores)
- 2017 - Juan Manuel Brunengo (Dolores)
- 2018 - Agustín Roura (Mar del Plata)
- 2019 - Nahuel Madina (Mar del Plata)
- 2020/2021 - Martin Etchegoyen (Castelli)
- 2022 - Mario Brunengo (Dolores)
- 2023 - Marcos Gasparri (Mar del Plata) / Diego Espil (Dolores)
- 2024 - Gonzalo Bertomeu (Mar del Plata)